# Boynes
Ne doit pas être confondu avec Boyne.
Pour les articles homonymes, voir Boynes (homonymie).
Boynes (orléanais Bouène) est une commune française, située dans le département du Loiret en région Centre-Val de Loire. Les habitants se nomment les Boynots et Boynottes.

## Géographie

### Localisation

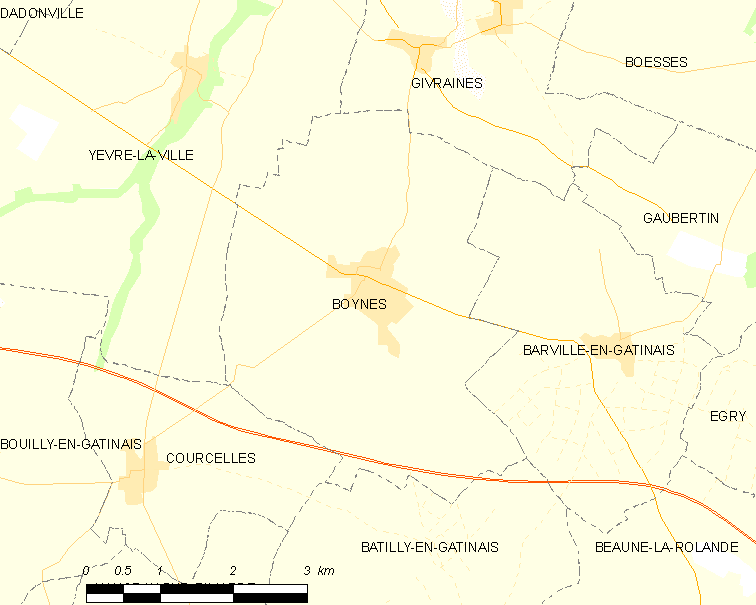
Carte de la commune de Boynes et des communes limitrophes.

La commune de Boynes se trouve dans la quadrant nord du département du Loiret, dans la région agricole du Gâtinais riche,. À vol d'oiseau, elle se situe à 41,3 km  d'Orléans, préfecture du département, à 9,8 km de Pithiviers, sous-préfecture, et à 9,8 km de Pithiviers, ancien chef-lieu du canton dont dépendait la commune avant mars 2015. La commune fait partie du bassin de vie de Beaune-la-Rolande dont elle est éloignée de 7,6 km.
Les communes les plus proches sont : Givraines (3,2 km), Barville-en-Gâtinais (3,3 km), Yèvre-la-Ville (3,9 km), Courcelles-le-Roi (4 km), Gaubertin (4,7 km), Batilly-en-Gâtinais (5,4 km), Saint-Michel (5,9 km), Nancray-sur-Rimarde (6 km), Égry (6,1 km) et Bouilly-en-Gâtinais (6,3 km).
|                | Givraines           |                      |
| Yèvre-la-Ville | Boynes              | Barville-en-Gâtinais |
| Courcelles     | Batilly-en-Gâtinais |                      |

### Lieux-dits et écarts
- Hameaux : Mousseaux (château-fort détruit au XIXe siècle), Rouvres (étroitement limitrophe), les Bordes.
- Lieux-dits : le Moulin-Vieux (le moulin n'existe plus).

### Géologie et relief

#### Géologie
La commune se situe dans le sud du Bassin parisien, le plus grand des trois bassins sédimentaires français. Cette vaste dépression, occupée dans le passé par des mers peu profondes et des lacs, a été comblée, au fur et à mesure que son socle s’affaissait, par des sables et des argiles, issus de l’érosion des reliefs alentours, ainsi que des calcaires d’origine biologique, formant ainsi une succession de couches géologiques.
Les couches affleurantes sur le territoire communal sont constituées de formations superficielles du Quaternaire et de roches sédimentaires datant du Cénozoïque, l'ère géologique la plus récente sur l'échelle des temps géologiques, débutant il y a 66 millions d'années. La formation la plus ancienne est du calcaire de Pithiviers remontant à l’époque Miocène de la période Néogène. La formation la plus récente est des limons et lœss remontant à l’époque Pléistocène de la période Quaternaire. Le descriptif de ces couches est détaillé dans  la feuille « n°328 - Pithiviers » de la carte géologique au 1/50 000ème du département du Loiret, et sa notice associée.

Carte géologique de la commune.

|  | qOE : | Limons et Loess, Quaternaire |

|  | p-qFCC : | sables de Lozère ou alluvions des '-Cailloutis culminants'-, Pliocène supérieur à Pléistocène inférieur, terrasse à +50 à 60 m |

|  | m2MSO : | marnes et sables de l'Orléanais, Burdigalien |
|  | m1MBl : | marne de Blamont, Aquitanien                 |
|  | m1CPi : | calcaire de Pithiviers, Aquitanien           |

#### Relief
La superficie cadastrale de la commune publiée par l’Insee, qui sert de références dans toutes les statistiques, est de 15,43 km2,. La superficie géographique, issue de la BD Topo, composante du Référentiel à grande échelle produit par l'IGN, est quant à elle de 15,45 km2. Son relief est relativement plat puisque la dénivelée maximale atteint 18 mètres. L'altitude du territoire varie entre 105 m et 123 m.

## Toponymie
Boynes appartient à une famille comprenant Beine, Baynes, Beynes et Bennes. Ces toponymes font référence à une forêt. En Picardie, la forêt de la Beine (à Prunay) s'écrivait Bosco de Boyne en 1223. Le nom est issu du celtique bagina, la hêtraie. Le gaulois Bagos, le hêtre, en découle, et a généré le nom des forêts et villages précédemment cités).

## Histoire
Boynes fut la capitale européenne du safran jusqu'au début du XXe siècle.
Le château de Mousseaux, aujourd'hui disparu, était situé sur la commune de Boynes. Il fut la résidence de Pierre Étienne Bourgeois de Boynes, secrétaire d'État à la Marine de Louis XV.
résidence du père du Maréchal Alexandre Berthier, Jean-Baptiste Berthier et de la seconde épouse Françoise Chéron, Gouverneur des Hôtels de la Guerre de la Marine et des Affaires Etrangères à Versailles, ingénieur géographe en chef des armées du Roi, ordre de St Michel.

### Héraldique
| Blason de Boynes | Les armes de Boynes se blasonnent ainsi : D’or, à la bande d'azur chargée de deux quintefeuilles d'or et d'une merlette du même en pointe, accompagnée de deux fleurs de crocus de gueules. Adopté le 27 février 2009 |

La merlette est une alouette, consommée jadis dans la région, et les fleurs de crocus sont des fleurs de safran.

### Climat
Pour des articles plus généraux, voir Climat du Centre-Val de Loire et Climat du Loiret.
En 2010, le climat de la commune est de type climat océanique dégradé des plaines du Centre et du Nord, selon une étude du CNRS s'appuyant sur une série de données couvrant la période 1971-2000. En 2020, Météo-France publie une typologie des climats de la France métropolitaine dans laquelle la commune est exposée à un climat océanique altéré et est dans la région climatique Sud-ouest du bassin Parisien, caractérisée par une faible pluviométrie, notamment au printemps (120 à 150 mm) et un hiver froid (3,5 °C).
Pour la période 1971-2000, la température annuelle moyenne est de 10,7 °C, avec une amplitude thermique annuelle de 15,3 °C. Le cumul annuel moyen de précipitations est de 652 mm, avec 10,8 jours de précipitations en janvier et 7,4 jours en juillet. Pour la période 1991-2020, la température moyenne annuelle observée sur la station météorologique de Météo-France la plus proche, sur la commune de Ladon à 19 km à vol d'oiseau, est de 11,7 °C et le cumul annuel moyen de précipitations est de 685,3 mm,. Pour l'avenir, les paramètres climatiques de la commune estimés pour 2050 selon différents scénarios d'émission de gaz à effet de serre sont consultables sur un site dédié publié par Météo-France en novembre 2022.

## Urbanisme

### Typologie
Au 1er janvier 2024, Boynes est catégorisée commune rurale à habitat dispersé, selon la nouvelle grille communale de densité à sept niveaux définie par l'Insee en 2022.
Elle est située hors unité urbaine. Par ailleurs la commune fait partie de l'aire d'attraction de Pithiviers, dont elle est une commune de la couronne,. Cette aire, qui regroupe 27 communes, est catégorisée dans les aires de moins de 50 000 habitants,.

### Voies de communication et transports

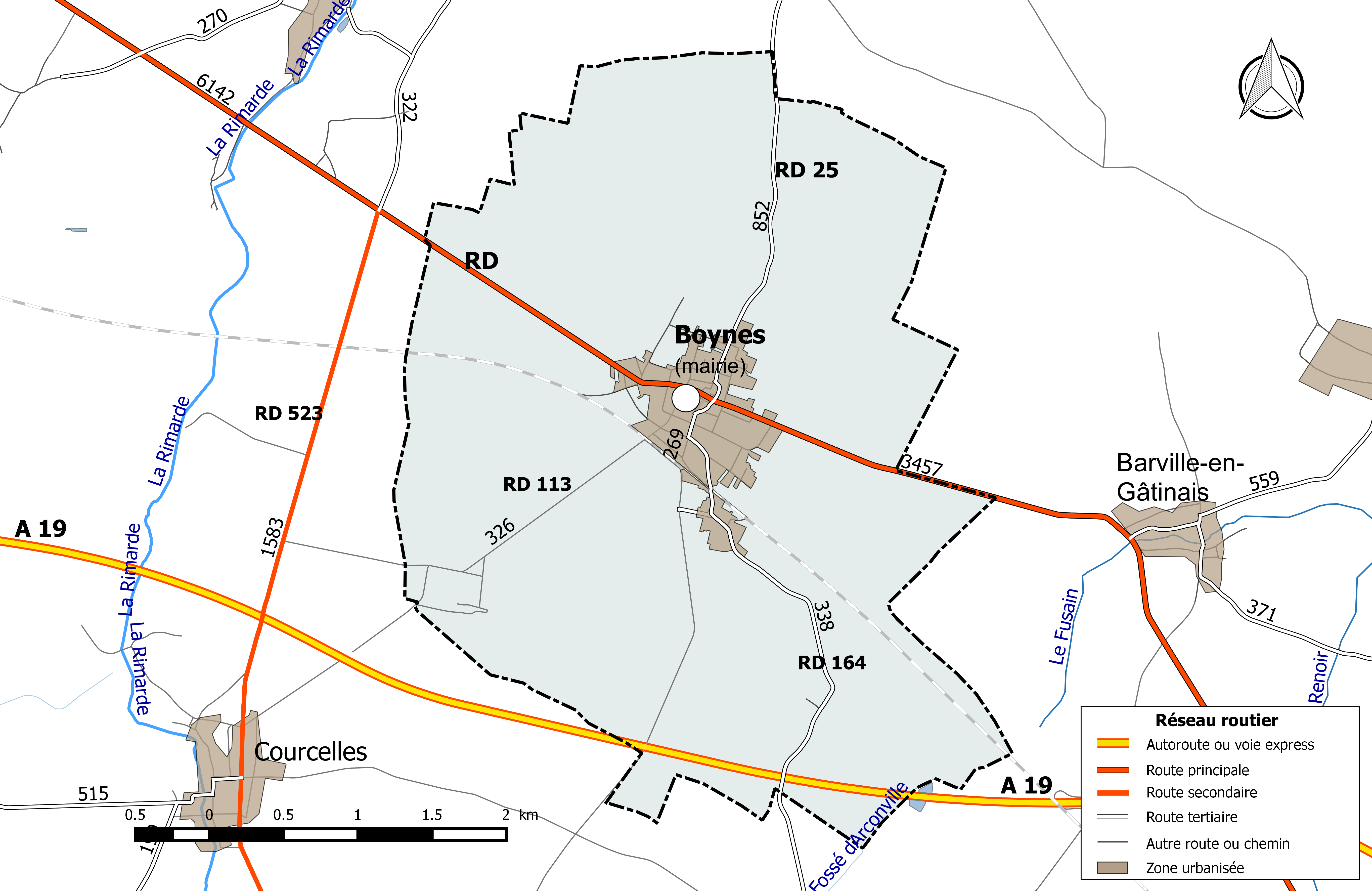
Réseau routier principal de la commune de Boynes (avec indication du trafic routier 2014).

### Risques naturels et technologiques
La commune de Boynes est vulnérable à différents aléas naturels : climatiques (hiver exceptionnel ou canicule), mouvements de terrains ou sismique (sismicité très faible).
Elle est également exposée à un risque technologique : le risque de transport de matières dangereuses
.
Entre 1989 et 2019, un arrêté ministériel ayant porté reconnaissance de catastrophe naturelle a été pris pour le territoire de la commune  pour des inondations et coulées de boues.

#### Risques naturels
Le territoire de la commune peut être concerné par un risque d'effondrement de cavités souterraines non connues. Une cartographie départementale de l'inventaire des cavités souterraines et des désordres de surface a été réalisée. Il a été recensé sur la commune plusieurs effondrements de cavités.
Par ailleurs, le sol du territoire communal peut faire l'objet de mouvements de terrain liés à la sécheresse. Le phénomène de retrait-gonflement des argiles est la conséquence d'un changement d'humidité des sols argileux. Les argiles sont capables de fixer l'eau disponible mais aussi de la perdre en se rétractant en cas de sécheresse. Ce phénomène peut provoquer des dégâts très importants sur les constructions (fissures, déformations des ouvertures) pouvant rendre inhabitables certains locaux. Celui-ci a particulièrement affecté le Loiret après la canicule de l'été 2003. La plus grande partie du territoire de la commune est soumise à un aléa « faible » face à ce risque, hormis une poche au nord du bourg en aléa « moyen », selon l'échelle définie par le Bureau de recherches géologiques et minières (BRGM).
Depuis le 22 octobre 2010, la France dispose d’un nouveau zonage sismique divisant le territoire national en cinq zones de sismicité croissante. La commune, à l’instar de l’ensemble du département, est concernée par un risque très faible.

#### Risques technologiques
La commune est exposée au risque de transport de matières dangereuses, en raison du passage sur son territoire d'un itinéraire structurant supportant un fort trafic (l'autoroute A19),.

## Économie
- Culture céréalière et sucrière (raffinerie sucrière de Pithiviers) ;
- La commune possède deux petites zones d'activité au sud de son territoire.

## Politique et administration

### Découpage territorial

#### Bloc communal: Commune et intercommunalités
La paroisse de Boynes acquiert le statut de municipalité avec le  décret du 12 novembre 1789 de l'Assemblée Nationale puis celui de « commune », au sens de l'administration territoriale actuelle, par le décret de la Convention nationale du 10 brumaire an II (31 octobre 1793). Il faut toutefois attendre la loi du 5 avril 1884 sur l'organisation municipale pour qu'un régime juridique uniforme soit défini pour toutes les communes de France, point de départ de l’affirmation progressive des communes face au pouvoir central.
Aucun événement de restructuration majeure du territoire, de type suppression, cession ou réception de territoire, n'a affecté la commune depuis sa création.

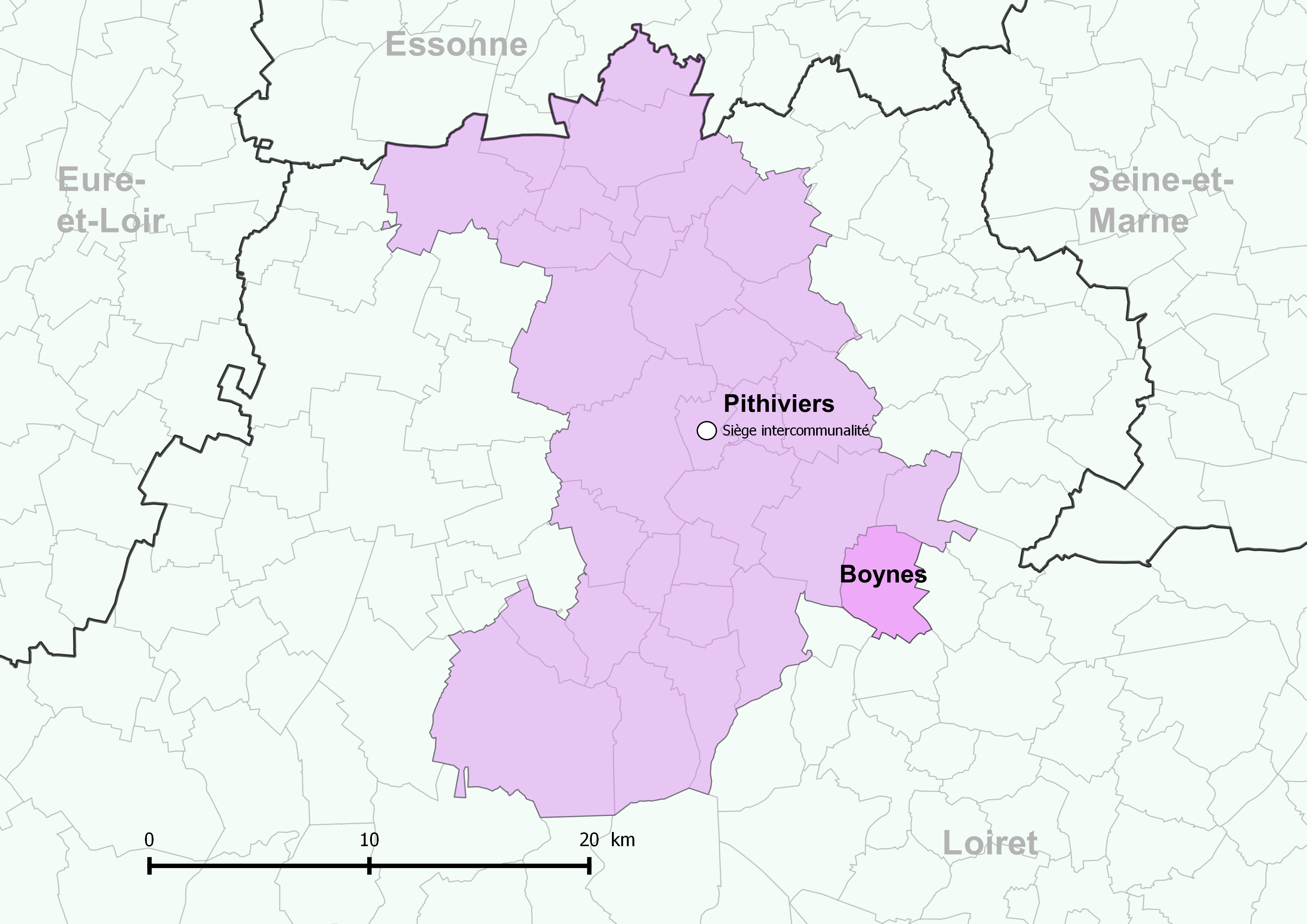
Positionnement de la commune de Boynes dans la communauté de communes du Pithiverais.

La commune est membre de la Communauté de communes de Beauce et du Gâtinais depuis sa création le 17 décembre 1993 jusqu'au 1er janvier 2017.
La loi du 7 août 2015 portant nouvelle organisation territoriale de la République (dite loi NOTRe) vise une réduction du nombre d'intercommunalités en France en faisant passer le seuil démographique minimal de 5 000 à 15 000 habitants, sauf exceptions. Le schéma départemental de coopération intercommunale du Loiret est arrêté sur ces bases le 30 mars 2016 et le nombre d'établissements publics de coopération intercommunale à fiscalité propre passe dans le département du Loiret de 28 (2 communautés d'agglomération et 26 communautés de communes) à 16 (deux communautés d'agglomération et 14 communautés de communes dont une interdépartementale). Les communautés de communes de Beauce et du Gâtinais, du Cœur du Pithiverais et du Plateau Beauceron fusionnent ainsi à compter du 1er janvier 2017 en une seule entité : la communauté de communes du Pithiverais, dont le siège est à Pithiviers. Cette nouvelle intercommunalité comprend 31 communes dont  Boynes.

#### Circonscriptions de rattachement
Sous l'Ancien Régime, à la veille des États généraux de 1789, la paroisse de Boynes était rattachée sur le plan ecclésiastique à l'ancien diocèse d'Orléans, sur le plan judiciaire au bailliage de Yèvre-le-Châtel, sur le plan militaire au gouvernement d'Orléans et sur le plan administratif à la généralité d'Orléans.
La loi du 22 décembre 1789 divise le pays en 83 départements découpés chacun en six à neuf districts eux-mêmes découpés en cantons regroupant des communes. Les districts, tout comme les départements, sont le siège d’une administration d’État et constituent à ce titre des circonscriptions administratives. La commune de Boynes est alors incluse dans le canton de Boynes, le district de Pithiviers et le département du Loiret.
La recherche d’un équilibre entre la volonté d’organiser une administration dont les cadres permettent l’exécution et le contrôle des lois d’une part, et la volonté d’accorder une certaine autonomie aux collectivités de base (paroisses, bourgs, villes) d’autre part, s’étale de 1789 à 1838. Les découpages territoriaux évoluent ensuite au gré des réformes visant à décentraliser ou recentraliser l'action de l'État. La régionalisation fonctionnelle des services de l'État (1945-1971) aboutit à la création de régions. L'acte I de la décentralisation de 1982-1983 constitue une étape importante en donnant l'autonomie aux collectivités territoriales, régions, départements et communes. L'acte II intervient en 2003-2006, puis l'acte III en 2012-2015.
Le tableau suivant présente les rattachements, au niveau infra-départemental, de la commune de Boynes aux différentes circonscriptions administratives et électorales ainsi que l'historique de l'évolution de leurs territoires.
| Circonscription             | Nom                | Période   | Type                         | Évolution du découpage territorial |
| --------------------------- | ------------------ | --------- | ---------------------------- | --- |
| District                    | Pithiviers         | 1790-1795 | Administrative               | La commune est rattachée au district de Pithiviers de 1790 à 1795,. La Constitution du 5 fructidor an III, appliquée à partir de vendémiaire an IV (1795) supprime les districts, rouages administratifs liés à la Terreur, mais maintient les cantons qui acquièrent dès lors plus d'importance. |
| Canton                      | Boynes             | 1790-1801 | Administrative et électorale | Le 10 février 1790, la municipalité de Boynes est rattachée au canton de Boynes. Les cantons acquièrent une fonction administrative avec la disparition des districts en 1795. |
| Canton                      | Pithiviers         | 1801-2015 | Administrative et électorale | Sous le Consulat, un redécoupage territorial visant à réduire le nombre de justices de paix ramène le nombre de cantons dans le Loiret de 59 à 31. Boynes est alors rattachée par arrêté du 9 vendémiaire an X (30 septembre 1801) au canton de Pithiviers,. |
| Canton                      | Malesherbes        | 2015-     | Électorale                   | La loi du 17 mai 2013 et ses décrets d'application publiés en février et mars 2014 introduisent un nouveau découpage territorial pour les élections départementales. La commune est alors rattachée au nouveau canton de Malesherbes. Depuis cette réforme, plus aucun service de l'État n'exerce sa compétence sur un territoire s'appuyant sur le nouveau découpage cantonal. Le canton a disparu en tant que circonscription administrative de l'État ; il est désormais uniquement une circonscription électorale dédiée à l'élection d'un binôme de conseillers départementaux siégeant au conseil départemental. |
| Arrondissement              | Pithiviers         | 1801-1926 | Administrative               | Boynes est rattachée à l'arrondissement de Pithiviers par arrêté du 9 vendémiaire an X (30 septembre 1801),. |
| Arrondissement              | Orléans            | 1926-1942 | Administrative               | Sous la Troisième République, en raison d'un endettement considérable et de l'effort nécessaire pour la reconstruction post-Première Guerre mondiale, la France traverse une crise financière. Pour réduire les dépenses de l’État, Raymond Poincaré fait voter plusieurs décrets-lois réformant en profondeur l’administration française : 106 arrondissements sont ainsi supprimés, dont ceux de Gien et de Pithiviers dans le Loiret par décret du 10 septembre 1926. Boynes est ainsi transférée de l'arrondissement de Pithiviers à celui d'Orléans,.                                                             |
| Arrondissement              | Pithiviers         | 1942-     | Administrative               | La loi du 1er juin 1942 rétablit l'arrondissement de Pithiviers. Boynes est alors à nouveau rattachée à l'arrondissement de Pithiviers. |
| Circonscription législative | 5e circonscription | 2010-     | Électorale                   | Lors du découpage législatif de 1986, le nombre de circonscriptions législatives passe dans le Loiret de 4 à 5. Un nouveau redécoupage intervient en 2010 avec la loi du 23 février 2010. En attribuant un siège de député « par tranche » de 125 000 habitants, le nombre de circonscriptions par département varie désormais de 1 à 21,. Dans le Loiret, le nombre de circonscriptions passe de cinq à six. La réforme n'affecte pas Boynes qui reste rattachée à la cinquième circonscription. |

#### Collectivités de rattachement
La commune de Boynes est rattachée au département du Loiret et à la région Centre-Val de Loire, à la fois circonscriptions administratives de l'État et collectivités territoriales.

### Politique et administration municipales

#### Conseil municipal et maire
Depuis les élections municipales de 2014, le conseil municipal  de Boynes, commune de plus de 1 000 habitants, est élu au scrutin proportionnel de liste à deux tours (sans aucune modification possible de la liste), pour un mandat de six ans renouvelable. Il est composé de 15 membres. L'exécutif communal, est constitué par le maire, élu par le conseil municipal, parmi ses membres, pour un mandat de six ans, c'est-à-dire pour la durée du mandat du conseil.
| Période   | Période  | Identité          | Étiquette   | Qualité                           |
| --------- | -------- | ----------------- | ----------- | --------------------------------- |
| mars 2001 | 2011     | Raymond Chauveau  |             |                                   |
| 2011      | 2014     | Henri Faye        |             |                                   |
| mars 2014 | mai 2020 | Daniel Verneau    |             | retraité salarié du secteur privé |
| mai 2020  | En cours | Thierry Barjonet, | LR puis RES | commerçant                        |

## Équipements et services

### Environnement

#### Gestion des déchets
Au 31 décembre 2016, la commune est membre du SITOMAP de la région Pithiviers, créé en 1968. Celui-ci assure la collecte et le traitement des ordures ménagères résiduelles, des emballages ménagers recyclables  et des encombrants en porte à porte et du verre en points d’apport volontaire. Un réseau de huit déchèteries accueille les encombrants et autres déchets spécifiques (déchets verts, déchets dangereux, gravats, ferraille, cartons…). La déchèterie la plus proche de la commune est située sur la commune de Pithiviers.
L'élimination et la valorisation énergétique des déchets ménagers et de ceux issus de la collecte sélective sont effectuées dans l'outil de traitement appelé BEGEVAL, installé à Pithiviers et géré par le syndicat de traitement Beauce Gâtinais Valorisation (BGV) qui regroupe le territoire des trois syndicats de collecte : SMETOM, SITOMAP et SIRTOMRA. Cet outil est composé d’un centre de valorisation matière qui trie les emballages issus de la collecte sélective, les journaux-magazines et les cartons de déchèteries, et d’un centre de valorisation énergétique qui incinère les ordures ménagères résiduelles et le tout-venant incinérable des déchèteries ainsi que les refus du centre de tri.
Depuis le 1er janvier 2017, la « gestion des déchets ménagers » ne fait plus partie des compétences de la commune mais est une compétence obligatoire de la communauté de communes du Pithiverais en application de la loi NOTRe du 7 août 2015.

#### Production et distribution d'eau
Le service public d’eau potable est une compétence obligatoire des communes depuis l’adoption de la loi du 30 décembre 2006 sur l’eau et les milieux aquatiques. Au 31 décembre 2016, la production de l'eau potable sur le territoire communal est assurée par le SI PEP BEGY, un syndicat créé en 2007 desservant quatre communes (Boynes, Estouy, Givraines, Yèvre-la-Ville),, et la distribution par  la commune elle-même.
La loi NOTRe du 7 août 2015 prévoit que le transfert des compétences « eau et assainissement » vers les communautés de communes sera obligatoire à compter du 1er janvier 2020. Le transfert d’une compétence entraîne  de  facto la mise à disposition gratuite de plein droit des biens, équipements et services publics utilisés, à la date du transfert, pour l'exercice de ces compétences et la substitution de la communauté dans les droits et obligations des communes,.

#### Assainissement
La compétence assainissement, qui recouvre obligatoirement la collecte, le transport et l’épuration des eaux usées, l’élimination des boues produites, ainsi que le contrôle des raccordements aux réseaux publics de collecte, est assurée  par la commune elle-même.
La commune est raccordée à une station d'épuration située sur le territoire communal, mise en service le 1er janvier 1991 et dont la capacité nominale de traitement est de  1 500 EH, soit 225 m3/jour. Cet équipement utilise un procédé d'épuration biologique dit « à boues activées »,.
L’assainissement non collectif (ANC) désigne les installations individuelles de traitement des eaux domestiques qui ne sont pas desservies par un réseau public de collecte des eaux usées et qui doivent en conséquence traiter elles-mêmes leurs eaux usées avant de les rejeter dans le milieu naturel. La Communauté de communes de Beauce et du Gâtinais a créé en 1999 un service public d'assainissement non collectif (SPANC) qui a pour missions la vérification de la conception et de l’exécution des ouvrages pour les installations neuves ou réhabilitées et la vérification périodique du bon fonctionnement et de l’entretien des installations existantes,. Depuis le 1er janvier 2017, c'est la communauté de communes du Pithiverais qui assure ce service, à la suite de la fusion des communautés de communes de Beauce et du Gâtinais, du Cœur du Pithiverais et du Plateau Beauceron.

### Télémédecine
Début 2021, la ville de Boynes devient l'une des premières communes françaises à se doter d'une solution de télémédecine pour lutter contre le manque de médecins sur son territoire. Un cabinet de téléconsultation installé par la start-up Healphi permet aux infirmiers locaux de prendre en charge les patients via le recours à des instruments médicaux connectés (stéthoscope, otoscope, etc.).
Le médecin distant peut alors poser son diagnostic et émettre une ordonnance, participant ainsi à faciliter l'accès aux soins.
Pour obtenir un rendez-vous, les patients peuvent joindre le cabinet de télémédecine par téléphone ou prendre rendez-vous en ligne.

## Population et société

### Démographie
L'évolution du nombre d'habitants est connue à travers les recensements de la population effectués dans la commune depuis 1793. Pour les communes de moins de 10 000 habitants, une enquête de recensement portant sur toute la population est réalisée tous les cinq ans, les populations de référence des années intermédiaires étant quant à elles estimées par interpolation ou extrapolation. Pour la commune, le premier recensement exhaustif entrant dans le cadre du nouveau dispositif a été réalisé en 2004.
En 2022, la commune comptait 1 323 habitants, en évolution de −2,65 % par rapport à 2016 (Loiret : +1,89 %, France hors Mayotte : +2,11 %).
| 1793  | 1800  | 1806  | 1821  | 1831  | 1836  | 1841  | 1846  | 1851  |
| ----- | ----- | ----- | ----- | ----- | ----- | ----- | ----- | ----- |
| 1 897 | 2 008 | 1 938 | 1 895 | 1 822 | 1 737 | 1 714 | 1 675 | 1 638 |

| 1856  | 1861  | 1866  | 1872  | 1876  | 1881  | 1886  | 1891  | 1896  |
| ----- | ----- | ----- | ----- | ----- | ----- | ----- | ----- | ----- |
| 1 670 | 1 672 | 1 659 | 1 519 | 1 505 | 1 446 | 1 403 | 1 267 | 1 243 |

| 1901  | 1906  | 1911  | 1921  | 1926  | 1931  | 1936  | 1946  | 1954  |
| ----- | ----- | ----- | ----- | ----- | ----- | ----- | ----- | ----- |
| 1 294 | 1 244 | 1 242 | 1 101 | 1 155 | 1 183 | 1 202 | 1 123 | 1 102 |

| 1962 | 1968 | 1975  | 1982 | 1990 | 1999  | 2004  | 2006  | 2009  |
| ---- | ---- | ----- | ---- | ---- | ----- | ----- | ----- | ----- |
| 980  | 971  | 1 009 | 963  | 978  | 1 014 | 1 082 | 1 103 | 1 237 |

| 2014  | 2019  | 2022  | - | - | - | - | - | - |
| ----- | ----- | ----- | - | - | - | - | - | - |
| 1 324 | 1 324 | 1 323 | - | - | - | - | - | - |

## Patrimoine

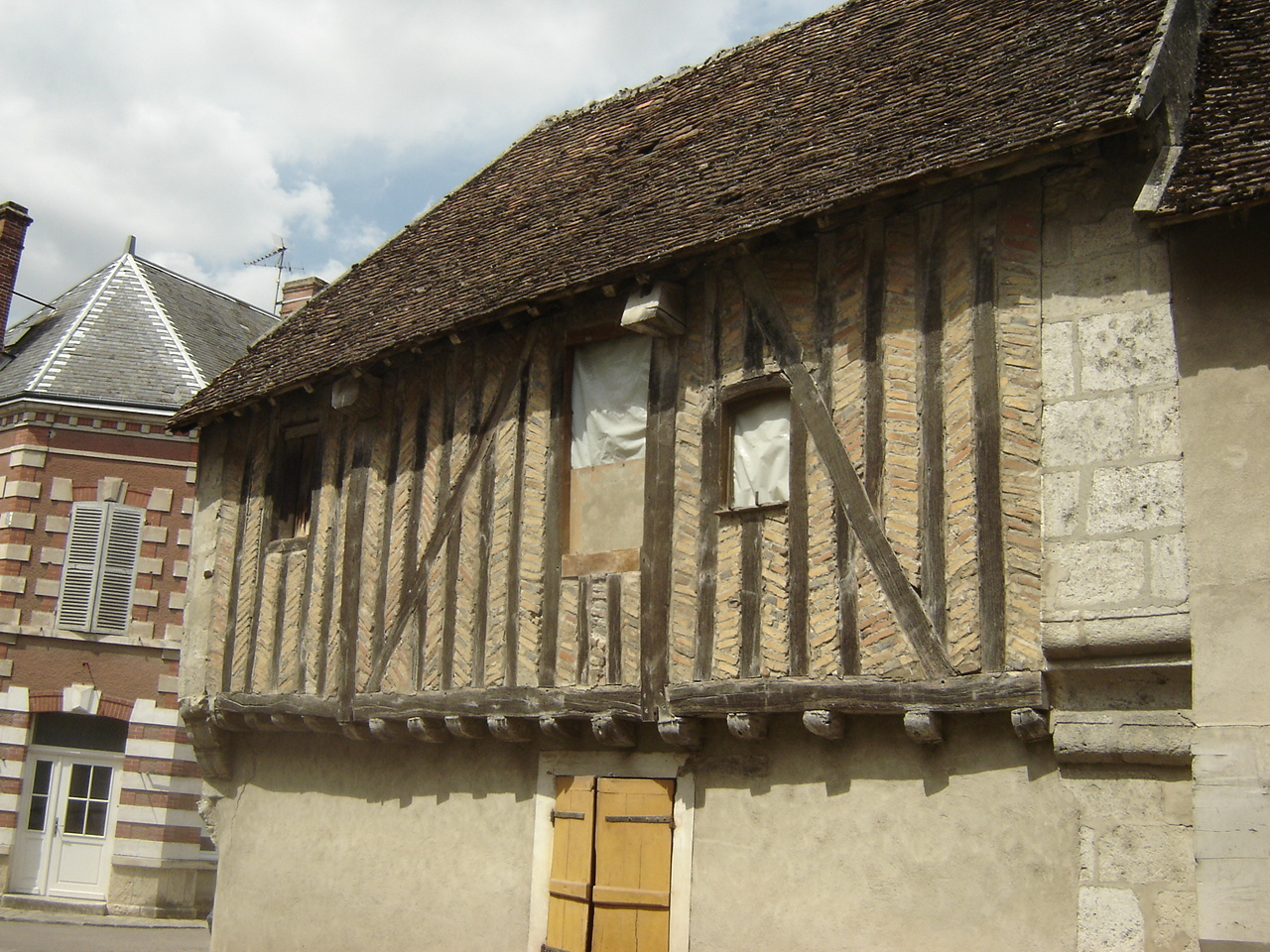
Une maison ancienne du centre de Boynes.

- Église Saint-Pierre, des XIIIe, XVe, XVIe et XVIIIe siècles, constituée d'une simple nef avec deux collatéraux et un clocher surplombant l'entrée principale. Elle a été classée Monument historique le 4 février 1921[91]. L'église contient une plaque commémorative de 1619[92], des statues du XVIIe représentant la force[93], la justice[94], des anges[95], une plaque funéraire de Pierre Poisson, curé de Boynes datée de 1625[96], une chaire à prêcher du XVIIe[97] et des bénitiers du XVIe portant des têtes d'angelots[98] ;
- Cryptes romanes[99] ;
- Vestiges du château de Mousseaux ;
- Maisons anciennes dans le centre.

## Culture
- Le musée du Safran, ouvert en septembre 1988[100].

## Personnalités liées à la commune
- François Charles Michel Leturcq (1769-1799), adjudant général né à Boynes ;
- Guyot Pot de Rhodes (décédé à Marignan) et Jehan Pot de Rhodes, seigneurs de Boynes et Mousseaux[101] ;
- Michel de la Cour d'Amonville (1690-1756), avocat, et poète, auteur de "fables moralisées en quatrains"[101] ;
- Pierre Étienne Bourgeois de Boynes (1718-1783), magistrat et homme d'État français, résida dans la commune ;
- Louis-Alexandre Berthier (1753-1815), maréchal de France, séjourna dans la commune[102] ;
- Louis Veuillot (1813-1883), journaliste et polémiste catholique français est né dans la commune